# Vườn quốc gia Seitseminen
Vườn quốc gia Seitseminen (Seitsemisen kansallispuisto) là một vườn quốc gia ở đô thị Ikaalinen và Kuru ở Phần Lan. Vườn quốc gia này được lập năm 1982 và được mở rộng diện tích vào năm 1989. Diện tích là 45,5 km2. Khu vực vườn này là một điển hình của rừng cây có quả nón của vùng lưu vực Suomenselkä. Một phần diện tích vườn quốc gia này là rừng cổ nhất cho phép dân chúng tới tham quan ở Phần Lan.
Nông trang Kovero (Koveron kruununmetsätorppa), được lập năm 1859, là một phần di sản văn hoá trong khu vực vườn quốc gia này.
Vườn quốc gia Seitseminen đã nhận được [[Bằng chứng nhận châu Âu dành cho các khu vực được bảo vệ (tên tiếng Anh: European Diploma of Protected Areas) vào ngày 19 tháng 6 năm 1996, có hiệu lực đến tháng 6 năm 2011.
Vùng đầm lầy chiếm một nửa diện tích vườn quốc gia, là nơi sinh sống của các loại gà gô đen, sếu, thiên nga Whooper, cú Ural, chim gõ kiến 3 ngón, sóc bay Siberian.